# Velîka Kîrîiivka
Velîka Kîrîiivka (în ucraineană Велика Кириївка) este o comună în raionul Berșad, regiunea Vinnița, Ucraina, formată numai din satul de reședință.

## Demografie
Componența lingvistică a satului Velîka Kîrîiivka
     Ucraineană (98,29%)
     Rusă (1,66%)
Conform recensământului din 2001, majoritatea populației satului Velîka Kîrîiivka era vorbitoare de ucraineană (98,29%), existând în minoritate și vorbitori de rusă (1,66%).